# Puntius exclamatio
Puntius exclamatio är en fiskart som beskrevs av Rohan Pethiyagoda och Maurice Kottelat 2005. Puntius exclamatio ingår i släktet Puntius och familjen karpfiskar. IUCN kategoriserar arten globalt som starkt hotad. Inga underarter finns listade i Catalogue of Life.